# ОШ „Ратко Митровић” Нови Београд
ОШ „Ратко Митровић“ једна је од основних школа на Новом Београду. Налази се у улици Омладинских бригада 58 у Блоку 38.

## Историјат
Школа је добила име по народном хероју Југославије, Ратку Митровићу. Саграђена је 1972. године, а радове је изводило грађевинско предузеће Ратко Митровић Дедиње. Изграђена је у калифорнијско-скандинавском стилу, специфичног изгледа, а пројекат је изградио српски архитекта Петар Петровић, који је за овај пројекат добио Октобарску награду.

## Опремљеност школе
Школска зграда заједно са двориштем простире се на 4200 m2, од чега на двориште отпада 2200 m2. У њему се налазе спортски терен за мали фудбал, рукомет и кошарку, стаза за скок у даљ, зелене површине и поплачане стазе за шетњу, као и бетонске клупе. У дворишту се налази уметничка скултпура Читачица, дело вајара Торњанског. Школа се састоји из 16 учионица, кабинетима за информатику, техничко образовање, биологију и хемију, физику и физичко васпитање. Од дванаест учионица у приземљу, свака чини посебну целину и има директан излаз у сопствени атријум, који је замишљен као тип учионице у природи, у којој такође може да се изводи настава.
У школи се такође налази  библиотека, фискултурна сала, кухиња и трпезарија, зборница, канцеларије и мултимедијална учионица.